# Sauris rectilineata
Sauris rectilineata là một loài bướm đêm trong họ Geometridae.